# پاین اپل (آلاباما)
پاین اپل (به انگلیسی: Pine Apple) شهری در شهرستان ویلکاکس ایالت آلاباما است که مساحت آن ۸٫۰۳ کیلومتر مربع است و در سرشماری سال ۲۰۱۰ میلادی، ۱۳۲ نفر جمعیت داشته و تراکم جمعیتی آن، ۱۶٫۴۴ نفر در هر کیلومتر مربع بوده است.